# 2009-es Tour de France
A 2009-es Tour de France a francia kerékpárverseny 96., 2009-es kiírása, amely július 4-én kezdődött és július 26-án fejeződött be. A hivatalos kezdést 2007. december 17-én jelentette be II. Albert monacói herceg Monacóban. A verseny össztávja 3126,5 km, melyből 93 kilométer időfutam. A versenyzők Monacóból indultak és Párizsba érkeztek meg a Champs-Élysées-re, a következő országokon át: Monaco, Franciaország, Spanyolország, Andorra, Svájc és Olaszország. Összesen hét hegyi szakasz volt, három hegyi befutóval és egy közepes hegyi szakasszal. Most volt 2005 óta először csapatidőfutam, rövid egyéni időfutam 1967 óta és most először volt a Tour történelmében utolsó előtti állomásként hegyi szakasz.
A verseny minden egyes szakaszát élőben közvetítette a Eurosport Sipos János és ifjabb Knézy Jenő szakkommentátorokkal. Ezek összefoglalóit esténként tették műsorra, illetve a következő szakasz élő közvetítése előtt megvágott ismétléseket adott a sportcsatorna.
Az utóbbi években azt javasolták a szervezők, hogy csökkenteni kéne a kommunikációt a csapatok és szervezők között: ezt ezen a versenyen tesztelték először, a tervek szerint a 10. és a 13. szakaszokon; azonban a versenyzők már a 10. szakaszon kifejezték nemtetszésüket ezzel kapcsolatban, és a 13. szakaszon a csapatok tiltakozása miatt az újabb próba elmaradt.

## Részt vevő csapatok és versenyzők
Összesen 20 csapatot hívtak meg a versenyre. 18 UCI ProTour csapatból 17 vesz részt és még további három is: a Skil–Shimano, a Cervélo TestTeam és az Agritubel. Minden egyes csapatnak 9 kerékpárosa van, így összesen 180 résztvevő versengett, akik között nem volt magyar induló.
- Amerikai Egyesült Államok

Garmin–Slipstream (GRM)
Team Columbia–HTC (THR)
- Belgium

Quick Step (QST)
Silence–Lotto (SIL)
- Dánia

Team Saxo Bank (SAX)
- Franciaország

Ag2r–La Mondiale (ALM)
Agritubel (AGR)
Bbox Bouygues Telecom (BBO)
Cofidis (COF)
Française des Jeux (FDJ)
- Hollandia

Rabobank (RAB)
Skil–Shimano (SKS)
- Kazahsztán

Astana (AST)
- Németország

Team Milram (MRM)
- Olaszország

Lampre–N.G.C. (LAM)
Liquigas (LIQ)
- Oroszország

Katyusa (KAT)
- Spanyolország

Caisse d'Epargne (GCE)
Euskaltel–Euskadi (EUS)
- Svájc

Cervélo TestTeam (CTT)

## Szakaszok
| Szakasz | Végpontok             | Végpontok              | Hossz     |                   | Jelleg            | Időpont               |
| Szakasz | Rajt                  | Cél                    | Hossz     |                   | Jelleg            | Időpont               |
| ------- | --------------------- | ---------------------- | --------- | ----------------- | ----------------- | --------------------- |
| 1.      | Monaco                | Monaco                 | 15,5 km   | egyéni időfutam   | egyéni időfutam   | július 4., szombat    |
| 2.      | Monaco                | Brignoles              | 187 km    | sík szakasz       | sík szakasz       | július 5., vasárnap   |
| 3.      | Marseille             | La Grande-Motte        | 196,5 km  | sík szakasz       | sík szakasz       | július 6., hétfő      |
| 4.      | Montpellier           | Montpellier            | 39 km     | csapatidőfutam    | csapatidőfutam    | július 7., kedd       |
| 5.      | Le Cap d’Agde         | Perpignan              | 196,5 km  | sík szakasz       | sík szakasz       | július 8., szerda     |
| 6.      | Girona                | Barcelona              | 181,5 km  | sík szakasz       | sík szakasz       | július 9., csütörtök  |
| 7.      | Barcelona             | Andorra                | 224 km    | hegyi szakasz     | hegyi szakasz     | július 10., péntek    |
| 8.      | Andorra la Vella      | Saint-Girons           | 176,5 km  | hegyi szakasz     | hegyi szakasz     | július 11., szombat   |
| 9.      | Saint-Gauden          | Tarbes                 | 160,5 km  | hegyi szakasz     | hegyi szakasz     | július 12., vasárnap  |
| Limoges | Limoges               | Limoges                | pihenőnap | pihenőnap         | pihenőnap         | július 13., hétfő     |
| 10.     | Limoges               | Issoudun               | 194,5 km  | sík szakasz       | sík szakasz       | július 14., kedd      |
| 11.     | Vatan                 | Saint-Fargeau          | 192 km    | sík szakasz       | sík szakasz       | július 15., szerda    |
| 12.     | Tonnerre              | Vittel                 | 211,5 km  | sík szakasz       | sík szakasz       | július 16., csütörtök |
| 13.     | Vittel                | Colmar                 | 200 km    | sík/hegyi szakasz | sík/hegyi szakasz | július 17., péntek    |
| 14.     | Colmar                | Besançon               | 199 km    | sík szakasz       | sík szakasz       | július 18., szombat   |
| 15.     | Pontarlier            | Verbier                | 207,5 km  | hegyi szakasz     | hegyi szakasz     | július 19. vasárnap   |
| Verbier | Verbier               | Verbier                | pihenőnap | pihenőnap         | pihenőnap         | július 20., hétfő     |
| 16.     | Martigny              | Bourg-Saint-Maurice    | 159 km    | hegyi szakasz     | hegyi szakasz     | július 21., kedd      |
| 17.     | Bourg-Saint-Maurice   | Le Grand-Bornand       | 169,5 km  | hegyi szakasz     | hegyi szakasz     | július 22., szerda    |
| 18.     | Annecy                | Annecy                 | 40,5 km   | egyéni időfutam   | egyéni időfutam   | július 23., csütörtök |
| 19.     | Bourgoin-Jallieu      | Aubenas                | 178 km    | sík szakasz       | sík szakasz       | július 24., péntek    |
| 20.     | Montélimar            | Mont Ventoux           | 167 km    | hegyi szakasz     | hegyi szakasz     | július 25., szombat   |
| 21.     | Montereau-Fault-Yonne | Párizs, Champs-Élysées | 164 km    | sík szakasz       | sík szakasz       | július 26. vasárnap   |

## Eredmények

### Trikók
Sárga trikó (összetett verseny)
| Hely | Versenyző             | Csapat                | Idő         |
| ---- | --------------------- | --------------------- | ----------- |
| 1.   | Alberto Contador      | Astana                | 81h 46' 17" |
| 2.   | Andy Schleck          | Team Saxo Bank        | + 4' 11"    |
| 3.   | Lance Armstrong       | Astana                | + 5' 24"    |
| 4.   | Bradley Wiggins       | Garmin–Slipstream     | + 6' 01"    |
| 5.   | Fränk Schleck         | Team Saxo Bank        | + 6' 04"    |
| 6.   | Andreas Klöden        | Astana                | + 6' 42"    |
| 7.   | Vincenzo Nibali       | Liquigas              | + 7' 35"    |
| 8.   | Christian Vande Velde | Garmin–Slipstream     | + 12' 04"   |
| 9.   | Roman Kreuziger       | Liquigas              | + 14' 16"   |
| 10.  | Christophe Le Mével   | Française des Jeux    | + 14' 25"   |
| 11.  | Sandy Casar           | Française des Jeux    | + 17' 19"   |
| 12.  | Vlagyimir Karpec      | Katyusa               | + 18' 34"   |
| 13.  | Rinaldo Nocentini     | Ag2r–La Mondiale      | + 20' 45"   |
| 14.  | Jurgen Van den Broeck | Silence–Lotto         | + 20' 50"   |
| 15.  | Stéphane Goubert      | Ag2r–La Mondiale      | + 22' 29"   |
| 16.  | Carlos Sastre         | Cervélo TestTeam      | + 26' 21"   |
| 17.  | Alekszandr Bocsarov   | Katyusa               | + 29' 33"   |
| 18.  | George Hincapie       | Team Columbia–HTC     | + 33' 27"   |
| 19.  | Sylvain Chavanel      | Quick Step            | + 34' 09"   |
| 20.  | Christian Knees       | Team Milram           | + 34' 48"   |
| 21.  | Pierre Rolland        | Bbox Bouygues Telecom | + 37' 44"   |
| 22.  | Nicolas Roche         | Ag2r–La Mondiale      | + 38' 20"   |
| 23.  | Linus Gerdemann       | Team Milram           | + 38' 35"   |
| 24.  | Brice Feillu          | Agritubel             | + 41' 14"   |
| 25.  | Luis León Sánchez     | Caisse d'Epargne      | + 41' 27"   |
| 26.  | Maxime Monfort        | Team Columbia–HTC     | + 43' 20"   |
| 27.  | Haimar Zubeldia       | Astana                | + 43' 34"   |
| 28.  | Christophe Moreau     | Agritubel             | + 44' 33"   |
| 29.  | Cadel Evans           | Silence–Lotto         | + 45' 24"   |

Zöld trikó (pontverseny)
| Hely | Versenyző          | Csapat            | Pont |
| ---- | ------------------ | ----------------- | ---- |
| 1.   | Thor Hushovd       | Cervélo TestTeam  | 280  |
| 2.   | Mark Cavendish     | Team Columbia–HTC | 270  |
| 3.   | Gerald Ciolek      | Team Milram       | 172  |
| 4.   | José Joaquín Rojas | Caisse d'Epargne  | 145  |
| 5.   | Tyler Farrar       | Garmin–Slipstream | 136  |
| 6.   | Nicolas Roche      | Ag2r–La Mondiale  | 122  |
| 7.   | Óscar Freire       | Rabobank          | 119  |
| 8.   | Franco Pellizotti  | Liquigas          | 104  |
| 9.   | Alberto Contador   | Astana            | 101  |
| 10.  | Andreas Klöden     | Astana            | 89   |

Pöttyös trikó (hegyi pontverseny)
| Hely | Versenyző          | Csapat                | Pont |
| ---- | ------------------ | --------------------- | ---- |
| 1.   | Franco Pellizotti  | Liquigas              | 210  |
| 2.   | Egoi Martínez      | Euskaltel–Euskadi     | 135  |
| 3.   | Alberto Contador   | Astana                | 126  |
| 4.   | Andy Schleck       | Team Saxo Bank        | 111  |
| 5.   | Pierrick Fédrigo   | Bbox Bouygues Telecom | 99   |
| 6.   | Christophe Kern    | Cofidis               | 89   |
| 7.   | Fränk Schleck      | Team Saxo Bank        | 88   |
| 8.   | Mikel Astarloza    | Euskaltel–Euskadi     | 86   |
| 9.   | Juan Manuel Gárate | Rabobank              | 86   |
| 10.  | Sandy Casar        | Française des Jeux    | 84   |

Fehér trikó (25 év alattiak versenye)
| Hely | Versenyző            | Csapat                | Idő          |
| ---- | -------------------- | --------------------- | ------------ |
| 1.   | Andy Schleck         | Team Saxo Bank        | 85h 52' 46"  |
| 2.   | Vincenzo Nibali      | Liquigas              | + 3' 24"     |
| 3.   | Roman Kreuziger      | Liquigas              | + 10' 05"    |
| 4.   | Pierre Rolland       | Bbox Bouygues Telecom | + 33' 33"    |
| 5.   | Nicolas Roche        | Ag2r–La Mondiale      | + 34' 09"    |
| 6.   | Brice Feillu         | Agritubel             | + 37' 03"    |
| 7.   | Peter Velits         | Team Milram           | + 42' 24"    |
| 8.   | Chris Anker Sørensen | Team Saxo Bank        | + 45' 36"    |
| 9.   | Tony Martin          | Team Columbia–HTC     | + 50' 53"    |
| 10.  | Jurij Trofimov       | Bbox Bouygues Telecom | + 1h 05' 12" |

Sárga rajtszám (csapatverseny)
| Hely | Csapat             | Idő          |
| ---- | ------------------ | ------------ |
| 1.   | Astana             | 256h 02' 58" |
| 2.   | Garmin–Slipstream  | + 22' 35"    |
| 3.   | Team Saxo Bank     | + 28' 34"    |
| 4.   | Ag2r–La Mondiale   | + 31' 47"    |
| 5.   | Liquigas           | + 43' 31"    |
| 6.   | Euskaltel–Euskadi  | + 58' 05"    |
| 7.   | Française des Jeux | + 1h 01' 48" |
| 8.   | Cofidis            | + 1h 05' 34" |
| 9.   | Katyusa            | + 1h 13' 57" |
| 10.  | Agritubel          | + 1h 20' 38" |

### Összegzés
| Szakasz (nyertes)                    | Összetett verseny Maillot jaune | Pontverseny Maillot vert | Hegyi pontverseny Maillot à pois rouges | Fiatalok versenye Maillot blanc | Csapatverseny Classement par équipe | Legaktívabb versenyző Prix de combativité |
| ------------------------------------ | ------------------------------- | ------------------------ | --------------------------------------- | ------------------------------- | ----------------------------------- | ----------------------------------------- |
| 1. szakasz (ITT) (Fabian Cancellara) | Fabian Cancellara               | Fabian Cancellara        | Alberto Contador                        | Roman Kreuziger                 | Astana                              | nincs díj                                 |
| 2. szakasz (Mark Cavendish)          | Fabian Cancellara               | Mark Cavendish           | Jussi Veikkanen                         | Roman Kreuziger                 | Astana                              | Stef Clement                              |
| 3. szakasz (Mark Cavendish)          | Fabian Cancellara               | Mark Cavendish           | Jussi Veikkanen                         | Tony Martin                     | Astana                              | Samuel Dumoulin                           |
| 4. szakasz (TTT) (Astana)            | Fabian Cancellara               | Mark Cavendish           | Jussi Veikkanen                         | Tony Martin                     | Astana                              | nincs díj                                 |
| 5. szakasz (Thomas Voeckler)         | Fabian Cancellara               | Mark Cavendish           | Jussi Veikkanen                         | Tony Martin                     | Astana                              | Mihail Ignatyev                           |
| 6. szakasz (Thor Hushovd)            | Fabian Cancellara               | Mark Cavendish           | Stéphane Auge                           | Tony Martin                     | Astana                              | David Millar                              |
| 7. szakasz (Brice Feillu)            | Rinaldo Nocentini               | Mark Cavendish           | Brice Feillu                            | Tony Martin                     | Astana                              | Christophe Riblon                         |
| 8. szakasz (Luis León Sánchez)       | Rinaldo Nocentini               | Thor Hushovd             | Christophe Kern                         | Tony Martin                     | Ag2r–La Mondiale                    | Sandy Casar                               |
| 9. szakasz (Pierrick Fédrigo)        | Rinaldo Nocentini               | Thor Hushovd             | Egoi Martínez                           | Tony Martin                     | Ag2r–La Mondiale                    | Franco Pellizotti                         |
| 10. szakasz (Mark Cavendish)         | Rinaldo Nocentini               | Thor Hushovd             | Egoi Martínez                           | Tony Martin                     | Ag2r–La Mondiale                    | Thierry Hupond                            |
| 11. szakasz (Mark Cavendish)         | Rinaldo Nocentini               | Mark Cavendish           | Egoi Martínez                           | Tony Martin                     | Ag2r–La Mondiale                    | Johan Vansummeren                         |
| 12. szakasz (Nicki Sørensen)         | Rinaldo Nocentini               | Mark Cavendish           | Egoi Martínez                           | Tony Martin                     | Team Saxo Bank                      | Nicki Sørensen                            |
| 13. szakasz (Heinrich Haussler)      | Rinaldo Nocentini               | Thor Hushovd             | Franco Pellizotti                       | Tony Martin                     | Team Saxo Bank                      | Heinrich Haussler                         |
| 14. szakasz (Szergej Ivanov)         | Rinaldo Nocentini               | Thor Hushovd             | Franco Pellizotti                       | Tony Martin                     | Ag2r–La Mondiale                    | Martijn Maaskant                          |
| 15. szakasz (Alberto Contador)       | Alberto Contador                | Thor Hushovd             | Franco Pellizotti                       | Andy Schleck                    | Astana                              | Simon Špilak                              |
| 16. szakasz (Mikel Astarloza)        | Alberto Contador                | Thor Hushovd             | Franco Pellizotti                       | Andy Schleck                    | Astana                              | Franco Pellizotti                         |
| 17. szakasz (Fränk Schleck)          | Alberto Contador                | Thor Hushovd             | Franco Pellizotti                       | Andy Schleck                    | Astana                              | Thor Hushovd                              |
| 18. szakasz (ITT) (Alberto Contador) | Alberto Contador                | Thor Hushovd             | Franco Pellizotti                       | Andy Schleck                    | Astana                              | nincs díj                                 |
| 19. szakasz (Mark Cavendish)         | Alberto Contador                | Thor Hushovd             | Franco Pellizotti                       | Andy Schleck                    | Astana                              | Leonardo Duque                            |
| 20. szakasz (Juan Manuel Gárate)     | Alberto Contador                | Thor Hushovd             | Franco Pellizotti                       | Andy Schleck                    | Astana                              | Tony Martin                               |
| 21. szakasz (Mark Cavendish)         | Alberto Contador                | Thor Hushovd             | Franco Pellizotti                       | Andy Schleck                    | Astana                              | Beppu Fumijuki                            |
| Végeredmény                          | Alberto Contador                | Thor Hushovd             | Franco Pellizotti                       | Andy Schleck                    | Astana                              | Franco Pellizotti                         |

### Statisztika
Szakaszgyőzelmek országonként
| Ország             | Győzelmek száma | Győztesek (győzelmeik száma)                                                             |
| ------------------ | --------------- | ---------------------------------------------------------------------------------------- |
| Egyesült Királyság | 6               | Mark Cavendish (6)                                                                       |
| Spanyolország      | 5               | Alberto Contador (2), Luis León Sánchez (1), Mikel Astarloza (1), Juan Manuel Gárate (1) |
| Franciaország      | 3               | Thomas Voeckler (1), Brice Feillu (1), Pierrick Fédrigo (1)                              |
| Dánia              | 1               | Nicki Sørensen                                                                           |
| Luxemburg          | 1               | Fränk Schleck                                                                            |
| Németország        | 1               | Heinrich Haussler                                                                        |
| Norvégia           | 1               | Thor Hushovd                                                                             |
| Oroszország        | 1               | Szergej Ivanov                                                                           |
| Svájc              | 1               | Fabian Cancellara                                                                        |

Szakaszgyőzelmek csapatonként
| Csapat                | Győzelmek száma | Győztesek (győzelmeik száma)                                 |
| --------------------- | --------------- | ------------------------------------------------------------ |
| Team Columbia–HTC     | 6               | Mark Cavendish (6)                                           |
| Team Saxo Bank        | 3               | Fabian Cancellara (1), Nicki Sørensen (1), Fränk Schleck (1) |
| Astana                | 2               | Alberto Contador (2)                                         |
| Bbox Bouygues Telecom | 2               | Thomas Voeckler (1), Pierrick Fédrigo (1)                    |
| Cervélo TestTeam      | 2               | Thor Hushovd (1), Heinrich Haussler (1)                      |
| Agritubel             | 1               | Brice Feillu                                                 |
| Caisse d'Epargne      | 1               | Luis León Sánchez                                            |
| Euskaltel–Euskadi     | 1               | Mikel Astarloza                                              |
| Katyusa               | 1               | Szergej Ivanov                                               |
| Rabobank              | 1               | Juan Manuel Gárate                                           |

## Külső hivatkozások
- Hivatalos oldal (angolul)
- A 2009-es Tour útvonala (angolul)
- A 2009-es Tour legjobb képei (angolul)
- Origo.hu – cikk